# Sorzano
Sorzano – gmina w Hiszpanii, w prowincji La Rioja, w La Rioja, o powierzchni 10,23 km². W 2011 roku gmina liczyła 254 mieszkańców.